# East Hartford

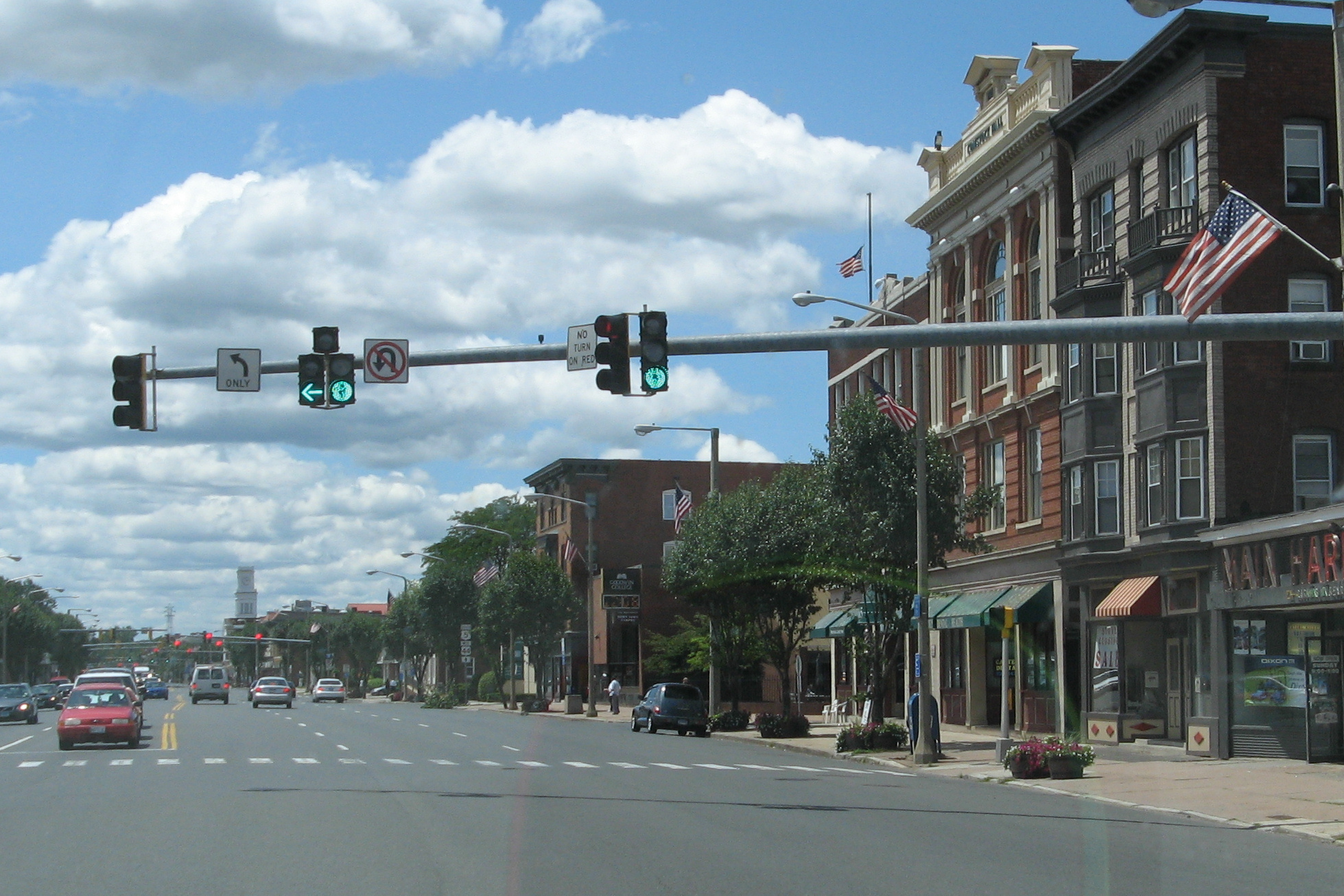
East Hartford

East Hartford, kommun (town) i Hartford County, Connecticut, USA med cirka 49 575 invånare (2000).
Kommunen var först en del av Podunkindianernas territorium men köptes år 1659 upp av affärsmannen Thomas Burnham.
Huvudkontoret för Pratt & Whitney som ingår i United Technologies-koncernen ligger i kommunen.

## Kända invånare
- Lawrence Brainerd - Affärsman och den Amerikanska senatorn från Vermont.
- Mary Cadorette - Skådespelerska
- Francis Patrick Garvan - Advokat och VD för bolaget Chemical Foundation.
- John A. Gurley - Kongressledamot från Ohio under det Amerikanska inbördeskriget.
- Denison Olmsted - Fysiker och astronom.